# Castillo de Tous

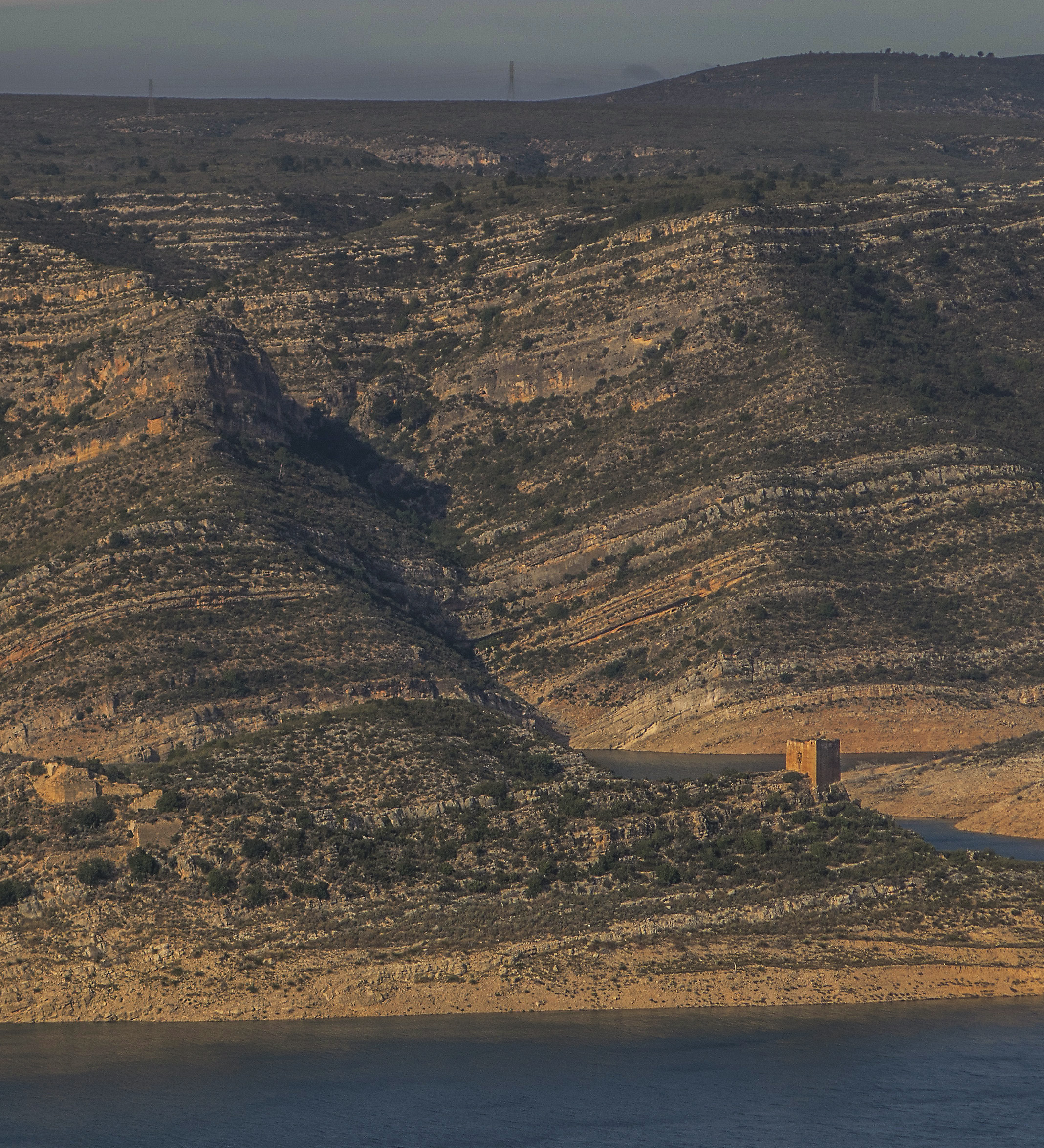
Ruinas del Castillo de Tous y torre de vigilancia (Comunidad Valenciana)

El Castillo de Tous era una edificación defensiva medieval. Se encuentra en el municipio de Tous (Valencia), en un cerro cuya cumbre sobresale de las aguas del pantano.
Sus restos están protegidos como bien de interés cultural con anotación ministerial R-I-51-0010680 de 12 de septiembre de 2001.
Hay dos zonas de fortificación. La de la parte sur acoge el conjunto mayor de defensas y el recinto principal de habitación con restos de las cámaras internas, cimientos de torres y restos de cortinas en tapial y mampostería. En el extremo norte se encuentra una gran torre rectangular asentada en roca, rodeada por las murallas de un recinto anterior. Esta gran torre ha perdido las almenas, pero conserva su bóveda superior. Ambos conjuntos están unidos por largas cortinas cuyos restos siguen siendo visibles a inicios del siglo XXI.